# Maevatanana
Maevatanana   este un oraș  în  partea de central-nordică a Madagascarului. Este reședința regiunii Betsiboka.